# أنتوني روبك
أنتوني روبك (بالفرنسية: Antony Robic) هو لاعب كرة قدم فرنسي في مركز الوسط، ولد في 5 مارس 1986 في مارسيليا في فرنسا. لعب مع إي أس نانسي وستاد لافالوا ونادي تور ونادي تولوز ونادي شامروك روفرز ونادي فان ونادي مارتيغ.

## وصلات خارجية
- أنتوني روبك على موقع قاعدة بيانات كرة القدم.إي يو (الإنجليزية)
- أنتوني روبك على موقع ليكيب (الفرنسية)
- أنتوني روبك على موقع Soccerway.com (الإنجليزية)
- أنتوني روبك على موقع عالم كرة القدم.نت (الإنجليزية)
- أنتوني روبك على موقع AS.com (الإسبانية)
- أنتوني روبك على موقع GSA (الإنجليزية)